# Saint-Ferréol-d'Auroure
 Saint-Ferréol-d'Auroure  es una población y comuna francesa, situada en la región de Auvernia, departamento de Alto Loira, en el distrito de Yssingeaux y cantón de Saint-Didier-en-Velay.

## Demografía
| 562 | 635 | 859 | 1240 | 1775 | 2052 |
| Para los censos de 1962 a 1999 la población legal corresponde a la población sin duplicidades (Fuente: INSEE [Consultar]) |     |     |      |      |      |